# Monte Solberg
Monte Solberg (né le 17 septembre 1958 à Calgary, Alberta) est un homme politique canadien, représentant la circonscription de Medicine Hat à la Chambre des communes du Canada sous la bannière du Parti conservateur du Canada. Il est ministre des Ressources humaines et du Développement social de janvier 2007 à 2008.

## Biographie
Ancien télédiffuseur et homme d'affaires, il est élu député comme membre du Parti réformiste du Canada lors de l'élection de 1993 et réélu lors de l'élection de 1997, et comme membre de l'Alliance canadienne dans l'élection de 2000.
En 2001, il est un des 13 députés à être éjectés du caucus allianciste pour avoir critiqué la direction de Stockwell Day. Il siège comme allianciste indépendant pour l'été, mais réintègre le caucus allianciste avant la formation du Caucus démocratique représentatif. Il est aussi parmi les quatre députés alliancistes qui décident de siéger au sein du caucus progressiste-conservateur après la création, le 9 décembre 2003, du nouveau Parti conservateur du Canada de la fusion des deux partis. Les deux caucus parlementaires ne sont officiellement fusionnés que quelques semaines plus tard, et les progressistes-conservateurs viennent de subir la défection de plusieurs de leurs députés vers le Parti libéral et ne possèdent plus le nombre requis pour être officiellement reconnus comme un parti à la Chambre des communes ; ils sont donc en danger de perdre le droit de siéger aux comités de la Chambre des communes ainsi que leurs fonds de recherche. Afin d'encourager l'unité du nouveau parti fusionné, l'Alliance prête ses députés au Parti progressiste-conservateur pour qu'il puisse conserver son statut de parti officiel jusqu'à la fusion officielle des caucus. Il est réélu en tant que député conservateur dans l'élection de 2004.
Dans l'opposition, Solberg a notamment été porte-parole de l'Opposition officielle en matière de Finance. Il a aussi été porte-parole en matière d'Affaires étrangères, de Revenu national et de Développement des ressources humaines.
Il a longtemps entretenu un blogue très en vue et, en 2005, il est passé à l'histoire en étant la première personne à bloguer en direct de la Chambre des communes en utilisant son BlackBerry, immédiatement après le passage du projet de loi C-38, qui légalisa le mariage homosexuel à l'échelle nationale. Il était opposé au projet de loi. Lors de l'élection de 2006, il est de nouveau réélu à Medicine Hat, avec 79,7 % des voix. Il a fermé son blogue après avoir été nommé ministre de la Citoyenneté et de l'immigration au sein du conseil des ministres de Stephen Harper, en 2006. Il a par la suite été nommé ministre des Ressources humaines et du Développement social lors du remaniement ministériel du début de 2007.